# Strawn (Texas)
Pour les articles homonymes, voir Strawn.
Strawn est une ville située au sud-ouest du comté de Palo Pinto, au Texas, aux États-Unis,.

## Démographie
Lors du recensement de 2000, la ville comptait une population de 540 habitants.